# Leptobarbus
A Leptobarbus  a csontos halak (Osteichthyes) főosztályának sugarasúszójú halak (Actinopterygii)  osztályába, a pontyalakúak (Cypriniformes) rendjébe, a pontyfélék (Cyprinidae) családjába és a Danioninae alcsaládjába tartozó nem .

## Rendszerezés
A nembe az alábbi 4 faj tartozik:
- Leptobarbus hoevenii
- Leptobarbus hosii
- Leptobarbus melanopterus
- Leptobarbus melanotaenia